# Fertőszéleskút

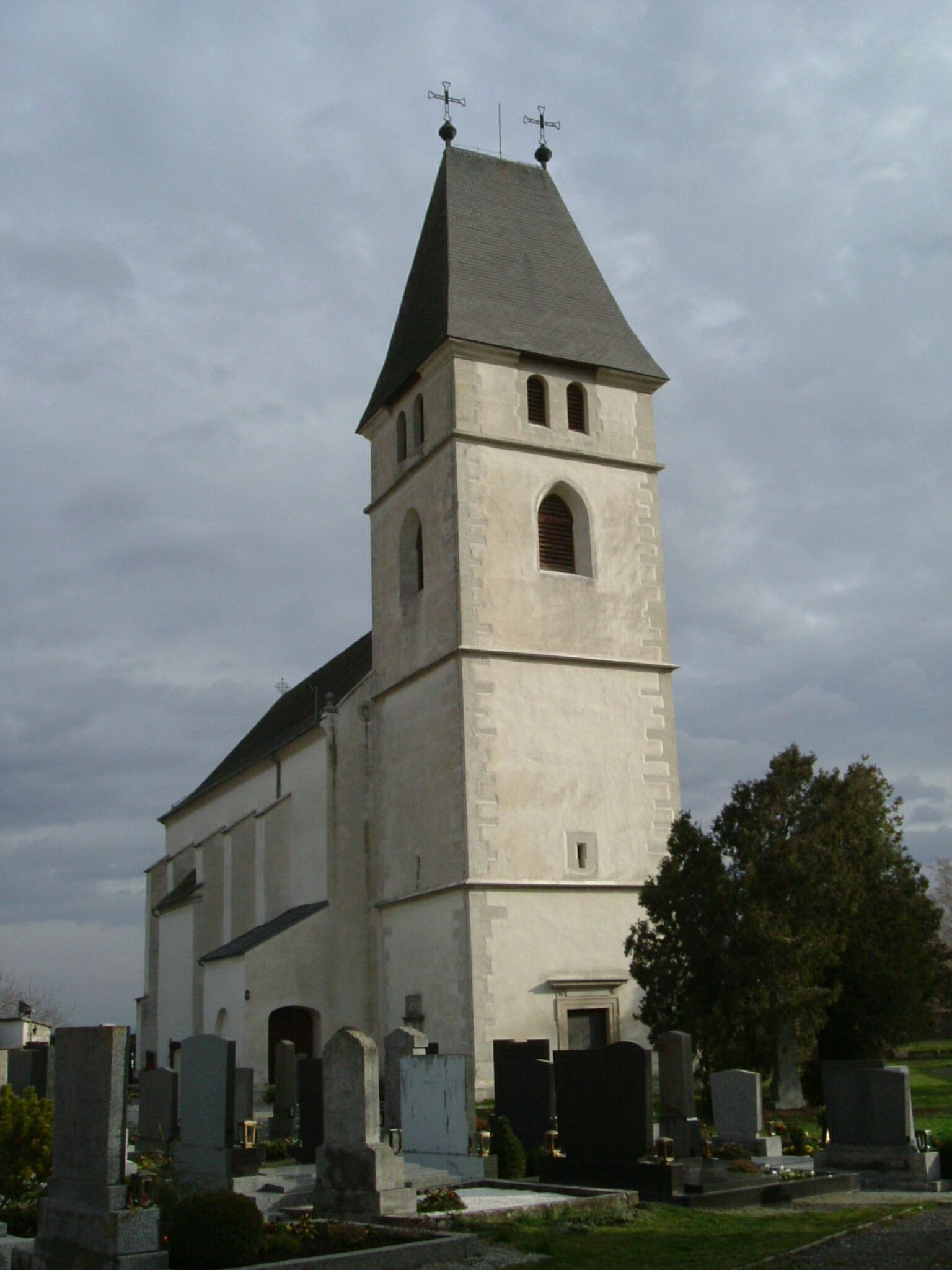
A Szent Kunigunda templom

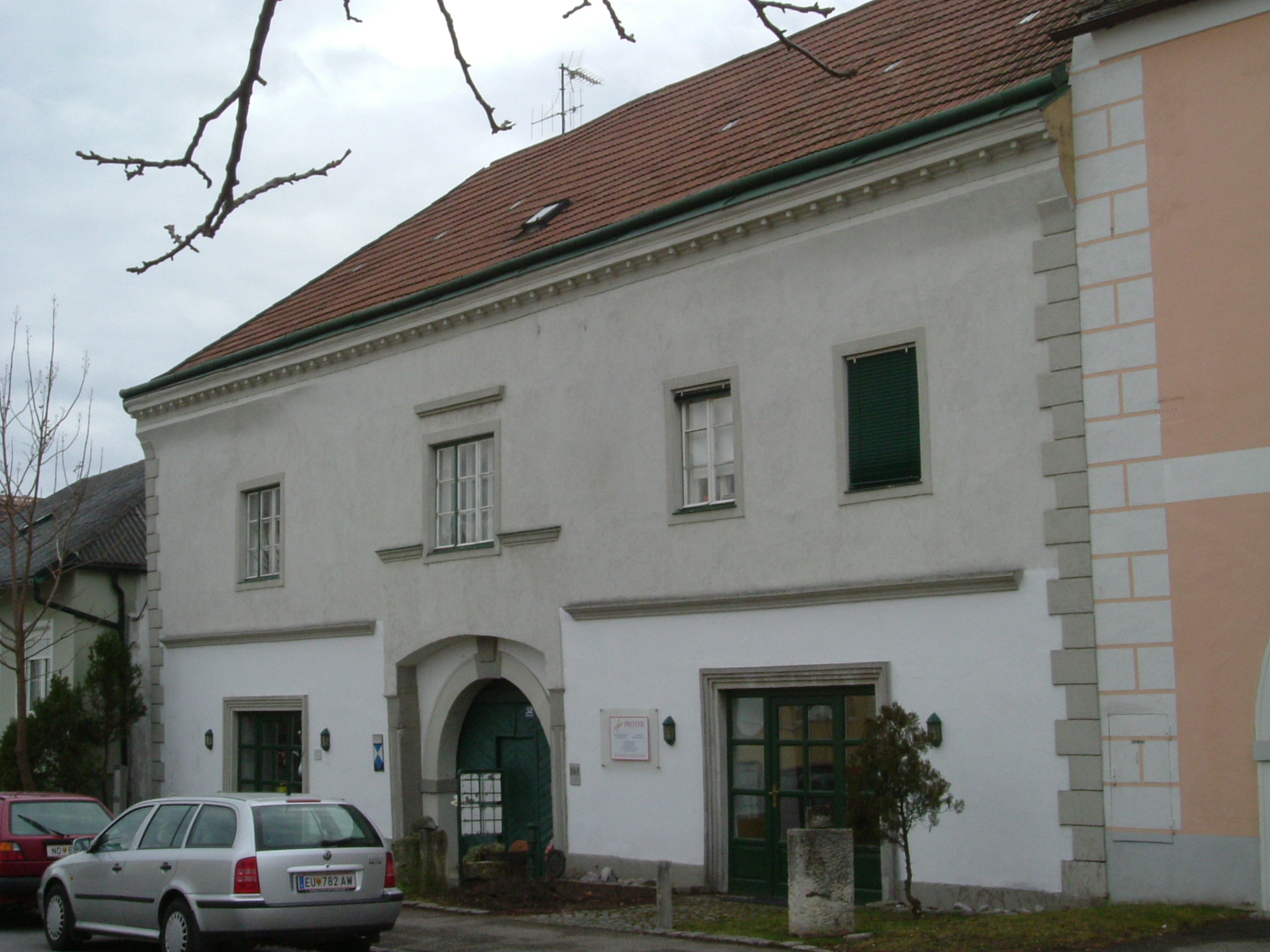
Régi lakóház

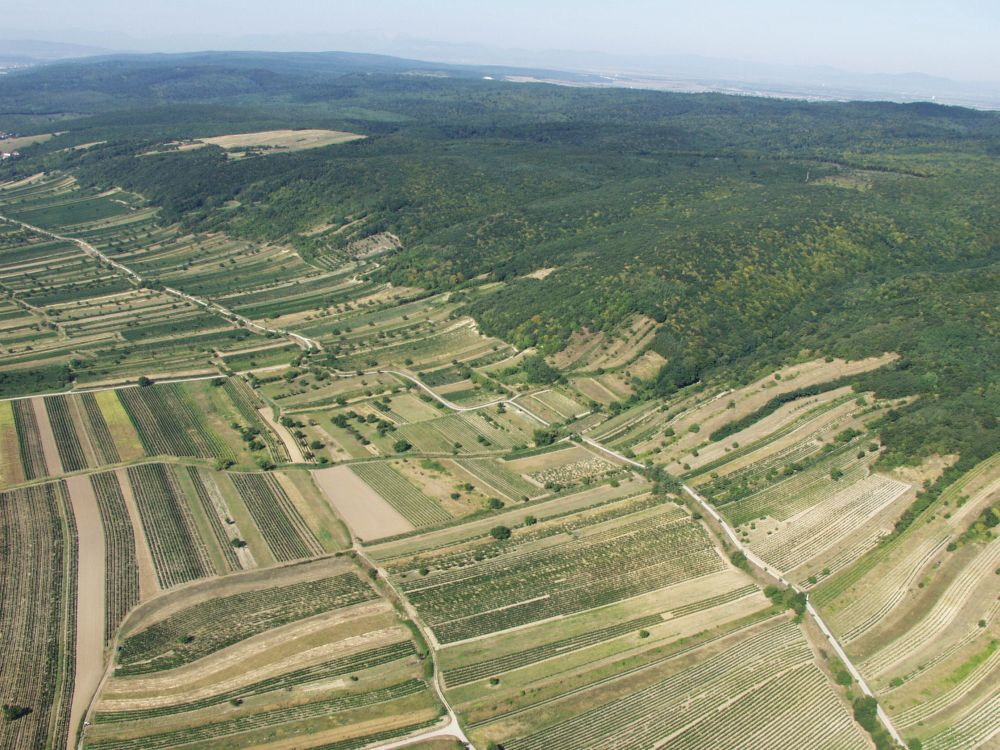
A Lajta-hegység Fertőszéleskútnál

Fertőszéleskút (németül Breitenbrunn, horvátul Patipron) mezőváros Ausztriában, Burgenland tartományban, a Kismartoni járásban.

## Fekvése
Kismartontól 23 km-re a Lajta-hegység déli lejtőjén és a  Fertő északnyugati partján fekszik.

## Története
Már a kőkorszakban lakott hely volt, határában a Haidenberg-dűlőben római épületek maradványai kerültek elő.
Oklevélben 1257-ben "Praittenbrunn" néven említik először. Nevét ma is meglévő ásványvízforrásáról kapta. Az eredeti falu lényegében a mai főutca a Haydengasse és a Kirchengasse között feküdt. A győri székeskáptalan 1262-es okirata szerint "Praytunprun in capite Ferhew" területe a Locsmándi grófok birtoka.  Magyar neve 1332-ben tűnik fel először "Praytunbpron in vulgari hungarico Zyluskuth" alakban. Később "Szeleskut, Fertöszéleskuth" formában is szerepel a korabeli forrásokban. 1569-ben Fraknó várának tartozéka lett, mely 1622-től az Esterházy család birtoka volt. 1529-ben és 1683-ban a falut a török elpusztította, utóbbi alkalommal a török Eszterházy nádor 500 katonáját vágta le a sáncokon. Legrégibb anyakönyvi bejegyzései 1668-ból származnak. 1689-ben vásártartási jogot kapott, mely a mai napig is fennáll. Ezeket Szent János hetének csütörtökén és Szent Leonárd hetének szerdáján a mai napig is megtartják. A vásárnapokon a polgármester vezetésével törvényt is ültek. Kőbányájából messze vidékekre is szállítottak követ. A település 1597 és 1748 között négy alkalommal is teljesen leégett, ezért mivel akkoriban házait náddal, fazsindellyel fedték azokból kevés maradt.
Vályi András szerint " SZÉLESKÚT. Breitenbrunn Német Mezőváros Sopron Várm. földes Ura Hg. Eszterházy Uraság, lakosai katolikusok, fekszik a’ Fertő, vagy Nizsider tava mellett, a’ Pozsonyi ország útban; 2 nyomásbéli határja hegyes, és térséges, leginkább búzát, gabonát, árpát, és zabot terem; borai jók, és egésségesek; réttye kevés, nádgya elég van; piatza Sopronban 4 mértföldnyire."
Fényes Elek szerint " Széleskut (Breitenbrunn), német m. v. Sopron vmegyében, közel a Fertőhöz, 1300 kath. lak., paroch. templommal, tágas szőlőhegygyel, kevés szántóföldekkel. Ut. p. Sircz."
1910-ben 1230, többségben német lakosa volt, jelentős magyar kisebbséggel. A trianoni békeszerződésig Sopron vármegye Kismartoni járásához tartozott.

## Nevezetességei
- A település névadó forrása egykor bőséges vizet adott, melyet főként mosáshoz, itatáshoz használtak fel. Később elveszítette jelentőségét és az 1960-as években a Főtér rendezésekor betemették. Húsz évvel később főként idegenforgalmi és városszépítési célból újra kiásták és nyílását a nagymartoni Friedrich Opferkuh kőfaragómesterrel homokkőből újból kiépíttették.
- A falu közepén látható a Török-torony a 17. század második felében épült. A 32 méter magas toronyból messze lehetett látni a környező síkságon és időben lehetett jelezni közeledő ellenséget. Harangja a veszélyre figyelmeztetett. 1681-ben a Szent Koronát is őrizték benne. Itt látható Burgenland legrégibb  toronyórája is. Aljában börtön volt. Ma múzeum van benne. A toronnyal szembeni vendéglő épületében szállt meg Bethlen Gábor erdélyi fejedelem 1619-ben bécsi hadjárata során. A torony mellett látható a város kalodája.
- Szent Kunigunda tiszteletére szentelt római katolikus temploma 1675-ben épült a 13. századi német Kunigunda-kápolna helyén. A templom az 1683-as török hadjáratban, majd az 1737-es tűzvészben súlyosan megsérült. Orgonája 1785-ben, barokk oltárai 1802-ben épültek. Körülötte láthatók az 1786-ban lebontott védelmi rendszer maradványai.
- A Sásony felőli határnál sáncok nyomai láthatók, melyeket "Töröksáncok"nak neveznek és annak a sáncnak a maradványai, melyeket még a 17. században a török ellen emeltek. A feljegyzések szerint 1683. július 8-án ötszáz császári katona vívott itt vesztes csatát a törökkel, mely során a falu is leégett és sok lakost megöltek, vagy fogságba hurcoltak.

## Külső hivatkozások
- Hivatalos oldal
- Fertőszéleskút az Osztrák Statisztikai Hivatal honlapján
- Magyar katolikus lexikon